# Merga bulbosa
Merga bulbosa is een hydroïdpoliep uit de familie Pandeidae. De poliep komt uit het geslacht Merga. Merga bulbosa werd in 1980 voor het eerst wetenschappelijk beschreven door Bouillon. 